# Zavodovski Island
Zavodovski Island ist eine unbewohnte Vulkaninsel des Britischen Überseegebietes „Südgeorgien und die Südlichen Sandwichinseln“ im Südatlantik.
Zavodovski befindet sich etwa 550 km südöstlich der Hauptinsel Südgeorgien in der Inselgruppe der Südlichen Sandwichinseln. Sie bildet zusammen mit ihren Nachbarinseln Leskov und Visokoi den Archipel der Traversayinseln.

## Geographie
Die von Norden nach Süden 4,4 km und von Osten nach Westen 3,8 km messende Insel ist die nördlichste der Traversayinseln und damit auch der gesamten Südlichen Sandwichinseln. Noch weiter nördlich liegt der untermeerische Vulkan Protector Shoal, dessen Gipfel aber 27 Meter unter der Wasseroberfläche bleibt. Der Durchmesser von Zavodovski beträgt in der Diagonalen etwa fünf Kilometer. Der ständig rauchende Schichtvulkan Mount Curry (Umfang 14,5 km, Höhe 551 m) dominiert den westlichen Teil der Insel, während der östliche Teil ein tiefliegendes Lavafeld ist. Ein bestätigter Ausbruch des Vulkans ereignete sich 1819; weitere Ausbrüche werden für die Jahre 1823, 1830, 1908, die 1970er und 1980er Jahre vermutet. 2012 wurde auf Satellitenfotos der NASA eine Rauchfahne über dem Vulkan beobachtet, die auf erneute Aktivität hinwies. Im März 2016 brach der Vulkan erneut aus. Durch die dort herrschenden Windverhältnisse wurde fast die Hälfte der Insel mit Asche bedeckt. Da die dort lebenden Zügelpinguine sich zu dieser Zeit in der Mauser befanden, konnten sie die Insel nicht verlassen. Zwei für Ende 2016 geplante wissenschaftliche Expeditionen sollten die Auswirkungen untersuchen.
Auf Zavodovski befindet sich eine der weltgrößten Populationen von Zügelpinguinen (Pygoscelis antarcticus) mit schätzungsweise 600.000 Brutpaaren. Die Insel ist seit 1982 für den Tourismus freigegeben. Es gibt eine automatische Wetterstation, die vom südafrikanischen Institut South African National Antarctic Programme (SANAP) gewartet wird.

## Geschichte
Die Entdeckung und Namensgebung erfolgte 1819 durch den deutschbaltischen Antarktisseefahrer Fabian Gottlieb von Bellingshausen. Bellingshausen benannte die Insel nach Leutnant Iwan Iwanowitsch Sawadowski (1780–1837), der stellvertretender Kommandant seines Schiffes Wostok war.